# Међународни дан ретких болести
Међународни дан ретких болести основан на иницијативу Европске асоцијације удружења оболелих од ретких болести (www.eurordis.org), обележава се последњег дана фебруара (28. или 29.), сваке године почев од  2007. године. Дуго времена, лекари, истраживачи и административна тела која се баве регулативом здравствене заштите нису били свесни да постоје ретке болести. До скоро нису постојала права истраживања нити регулатива у оквиру здравственог сектора која се односи на специфичне проблеме ове области. За већину ретких болести не постоји лек, али одговарајуће лечење или медицинска нега могу да побољшају квалитет и дужину живота оболелих. За неке болести је већ постигнут импресиван напредак, захваљујући истраживању и социјалној солидарности.
Упркос чињеници да за већину ових болести још нема лека, квалитет живота особа са ретким болестима и њихових породица не зависи од тежине обољења, већ од доступности лечења и служби за подршку, као и шире друштвене подршке.

## Ретке болести
Дефиниција
Према препорукама Европске комисије, ретка болест се дефинише као  болест која се јавља код мање од пет особа на 10.000 становника.
Заједничке карактеристике
Ретке болести, иако су хетерогена група обољења, поседују и неке заједничке карактеристике, мођу којима су најзначајније:
- ниска учесталост,
- често животно угрожавајуће стање,
- хронични ток,
- прогресивно и значајно нарушавање квалитет живота, не само оболелих већ и њихових породица
- најчешће су генетског порекла (80%), тако да се први симптоми болести јављају већ на рођењу или у раном детињству (50%)
- имају често за последицу трајни инвалидитет.

Сви оболели од ретких болести сусрећу се са сличним потешкоћама у својој потрази за дијагнозом, поузданим информацијама и усмеравању ка квалификованим професионалцима.

### Примери неких од ретких болести и учесталост јављања
Међу ретке болести спадају: 
| - Амиотрофична латерална склероза - Арнолд-Кјаријева малформација - Фридрајхова атаксија - Костманов синдром - Батенова болест - ГМ1 ганглиозидоза | - Ниман-Пикова болест - Марфанов синдром - Прогерија - Лермит—Дуклоов синдром - Саркоидоза - Фабријева болест | - Пароксизмална ноћна хемоглобинурија - Пиодерма гангренозум, - Тетра-амелиа синдром - Тромбоцитичка тромбоцитопенична пурпура - Ганглиозидоза - Леукемија власастих ћелија |

Поред наведених постоји и од 5.000 до 8.000 других, различитих ретких болести, колико се претпоставља да постоје у свету.
У Европској унији 6–8% популације има ретку болест.  Док према истој процени, у Србији око 450.000 особа живи са неком ретком болешћу.

### Специфични проблеми везани за приступ лечењу и социјалној заштити
Специфични проблеми се подједнако јављају код свих оболелих када је у питању: 
- приступ квалитетној здравственој заштити,
- свеукупној социјалној и медицинској подршци,
- ефикасној повезаности између болница и опште праксе,
- професионална и социјална интеграцији и независност оболелих.
- психолошка, социјална, економска и културолошка осетљивост.

### Главни пробелеми
Главни проблеми који се јављају код оболелих од ретких болести су: 
- Недоступност дијагнозе
- Недостатак информација, о самој болести (где добити помоћ, укључујући и недостатак квалификованих стручњака)
- Недостатак научног знања,
- Недостатак производа и одговарајућих медицинских помагала
- Социјалне последице (стигматизација, изолација, дискриминација, смањење професионалних могућности)
- Недостатак квалитетне здравствене заштите, због ћега болесници остају искључени из здравствене заштите, чак и када имају валидну дијагнозу
- Висока цена постојећих лекова и лечења (што доводи до сиромаштва породице и смањења доступности лечења)
- Неједнакост, када лекари поставе дијагнозу и желе да лече особу са ретком болешћу, административно не могу.[2]

## Циљеви обележавања Дана
Циљеви кампање су: 
- Скретање пажње што шире јавности — на проблеме са којима се срећу оболели од ретких болести и њихове породице.
- Укључивање шире заједнице — која на било који начин може помоћи да ова велика група пацијената изађе из „изолације”.

### Истраживање као главни циљ
Обележавање дана ретких болести део је:
- Глобалног позива доносиоцима одлука, здравственим радницима, фармацеутским компанијама, истраживачима да више и ефикасније укључе пацијенте у истраживања ретких болести. А у тим истраживањима пацијенти нису само субјекти већ имају проактивну улогу, укључивањем у креирање агенди за истраживачке пројекте.
- Едукација пацијената о процесима истраживања и развоју нових лекова који им омогућава равноправно учешће у процесу организације и сповођења клиничких испитивања, у процени безбедности, користи и ризика од нових лекова.
- Повезивање пацијената у веће групе што обезбеђује потребан број болесника за спровођење истраживања, а уједно се осигурава безбедност и ефективност терапија.

Последњих година издвајања средстава за истраживања ретких болести у сталном су порасту.
Такође чине се напори да се што већи број истраживања ретких болести спроводи на међународном нивоу, што доприноси на тај начин већем унапређењу дијагностике и терапије ретких болести.

## Слоган
Слоган Међународног дана ретких болести, који се мењасваке године у 2018. године гласи, „Покажи своје ретко – покажи да је важно”
Истицање овог слогана  има циљ да истакне кључну улогу пацијената у препознавању ретке болести као приоритет политике јавног здравља на националном и интернационалном нивоу. На тај начин повећава се број истраживања о ретким болестима и развој лекова сирочића (orphan drug). 

## Земље учеснице
| - Немачка - Саудијска Арабија - Аргентина - Алжир - Јерменија - Аустралија - Аустрија - Бахреин - Белгија - Бразил - Бугарска - Burkina Faso - Камерун - Канада - Кина - Кипар - Колумбија - Коста Рика | - Јужна Кореја - Хрватска - Данска - Уједињени Арапски Емирати - Словачка - Словенија - Србија - Шпанија - Estados Unidos - Русија - Финска - Филипини - Француска - Гватемала - Грузија - Грчка - Хонг Конг - Мађарска | - Индија - Иран - Ирска - Исланд - Израел - Италија - Јапан - Летонија - Либан - Луксембург - Македонија - Малезија - Малта - Мексико - Маурицијус - Нови Зеланд - Норвешка | - Países Bajos - Панама - Пакистан - Перу - Пољска - Португал - Румунија - Reino Unido - Чехословачка - Сингапур - Јужна Африка - Шведска - Швајцарска - Тајланд - Тајван - Украјина - Уругвај - Венецуела |